# 阿南医療センター
阿南医療センター（あなんいりょうセンター）は徳島県阿南市宝田町にある、徳島県厚生農業協同組合連合会（JA徳島厚生連）により運営される病院。

## 沿革

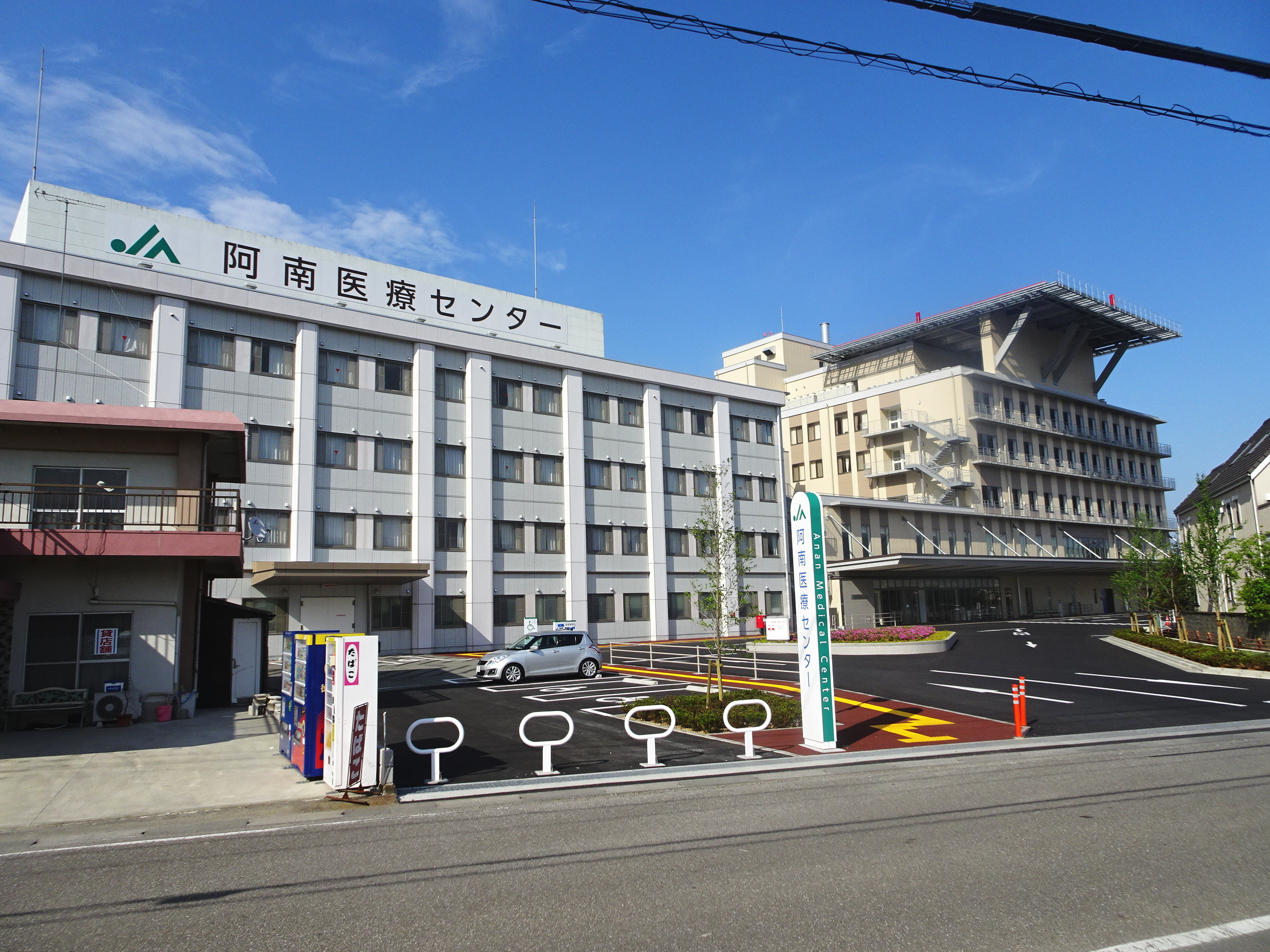
阿南医療センター：向かって左側が既存棟(1号館)で右側が新棟(東館)

2013年（平成25年）、阿南共栄病院を運営するJA徳島厚生連、阿南医師会中央病院を運営する阿南市医師会、両病院が位置する阿南市は、救急医療をはじめとする地域医療体制の将来的な維持は困難であるとの共通認識のもと、地域医療の在り方や両病院の連携の方策などについて協議や検討を行い、両病院を統合・合併し、阿南医師会中央病院既存棟の東隣に新棟を建設して新たな医療センターを開設することを決定。統合に先立ち2016年（平成28年）4月、阿南医師会中央病院は資産および経営権がJA徳島厚生連に譲渡され阿南中央病院となった。
阿南共栄病院と阿南中央病院を2019年（平成31年）4月30日をもって閉院。翌日の2019年（令和元年）5月1日、阿南共栄病院の入院患者を移送し受け入れ開院した。

## 年表
- 2013年（平成25年）11月 - JA徳島厚生連、阿南医師会、阿南市「医療センター設立に向けての覚書」締結、「建設委員会」設置。
- 2014年（平成26年）12月 - 阿南医療センター「基本計画」策定
- 2015年（平成27年）5月1日 - 起工式
- 2019年（平成31年）3月13日 - 新築落成
- 2019年（平成31年）4月30日 - 阿南共栄病院・阿南中央病院 閉院
- 2019年（令和元年）5月1日 - 開院

## 病床数
- 一般病床 348床

(内訳)

一般急性期病棟 263床

回復期リハビリテーション病棟 40床

地域包括ケア病棟 30床

緩和ケア病棟 15床
- 療養病床 50床

## 診療科
- 内科
- 消化器科
- 循環器内科
- 呼吸器内科
- 糖尿病・代謝内科
- リウマチ科
- 小児科
- 外科
- 乳腺外科
- 脳神経外科
- 整形外科
- 産婦人科
- 耳鼻咽喉科
- 眼科
- 皮膚科
- 形成外科
- 泌尿器科
- 放射線科
- リハビリテーション科
- 麻酔科
- 病理診断科
- 緩和ケア内科

## 寄附講座
- 徳島大学 大学院医歯薬学研究部
  - 実践地域診療・医科学分野
  - 地域運動器・スポーツ医学

## 医療機関の指定等
- 地域医療支援病院
- 第2次救急指定病院
- 徳島県災害拠点病院
- 生活保護指定医療機関
- 難病指定医療機関
- DPC対象病院
- 介護療養型医療施設

## 関係施設
- 阿南地域医療教育センター - 徳島大学大学院医歯薬学研究部 実践地域診療・医科学分野
- 徳島県立富岡東高等学校羽ノ浦校 臨床実習教室